# ウィリアム・ラヴロック
ウィリアム・ラヴロック（William Lovelock、1899年8月13日 - 1986年6月26日）は、イギリスの作曲家。
ロンドン出身。エマニュエル校とトリニティ音楽大学で学び、ヘンリー・ギールらに師事した。第一次世界大戦に砲兵として従軍したのち、トリニティ音楽大学に教師として戻り、また1923年から1926年までカウドレー子爵夫人の個人的なオルガニストとなった。1932年、ロンドン大学で作曲の博士号を取得した。1939年から1946年までインドに居住していたが、その間従軍して少佐の階級に達した。1946年にロンドンに戻り、トリニティ音楽大学に復職し、さらに1954年にはロンドン大学音楽学部の学部長となった。
2年後、オーストラリアに渡りブリスベンのクイーンズランド音楽大学の初代校長となった。1959年にフリーランスの作曲家・教師となり、『クーリエ・メイル』紙で音楽評論を執筆した。
1981年、妻の死をきっかけにイギリスに戻り、1986年にウォリックシャーのシップストン・オン・ストアーで死去した。
作品には子どもの教育用のものや14の協奏曲などがある。さらに和声学と音楽理論に関する多くの著書を残している。